# Beurey-Bauguay
Beurey-Bauguay is een gemeente in het Franse departement Côte-d'Or (regio Bourgogne-Franche-Comté) en telt 91 inwoners (1999). De plaats maakt deel uit van het arrondissement Beaune.

## Geografie
De oppervlakte van Beurey-Bauguay bedraagt 7,2 km², de bevolkingsdichtheid is 12,6 inwoners per km².
De onderstaande kaart toont de ligging van Beurey-Bauguay met de belangrijkste infrastructuur en aangrenzende gemeenten.

## Demografie
Onderstaande figuur toont het verloop van het inwonertal (bron: INSEE-tellingen).